# Faro (Canada)
Faro è un villaggio del Canada, situato nello Yukon.